# Budapest Spartacus SC
Le Budapest Spartacus SC est un club hongrois de handball basé à Budapest dont les heures de gloires remontent essentiellement aux années 60.
Sa section féminine est un des clubs les plus titrés du championnat de Hongrie avec 9 titres. Le club a été finaliste de la Ligue des champions et a remporté la Coupe des vainqueurs de coupe.

## Palmarès féminin
compétitions internationales
- Coupe des vainqueurs de coupe (1) : 
  - vainqueur en 1981
  - finaliste en 1982
- Ligue des champions : 
  - finaliste en 1965

compétitions nationales
- Championnat de Hongrie (NB I.) (9) : 1960, 1961, 1962, 1963, 1964, 1965, 1967, 1983 et 1986
  - Vice-champion en 1966, 1979, 1980, 1981 et 1984
- Coupe de Hongrie (3) : 1963, 1968 et 1988
  - Finaliste en 1969, 1972, 1979, 1980, 1981 et 1984

### Joueuses emblématiques
- Éva Erdős (198x–198x)
- Ágnes Farkas (1992–1993)
- Andrea Farkas (1989–1993)
- Orsolya Herr (2003–2004)
- Zita Szucsánszki (2002–2005)

## Palmarès masculin
compétitions internationales
- Coupe des clubs champions : 
  - participation en 1962 et 1963

compétitions nationales
- Championnat de Hongrie (NB I.) (5) : 1959, 1960, 1961, 1962, 1973
  - Vice-champion en 1963, 1964, 1965, 1967 et 1972
- Coupe de Hongrie (3) : 1965, 1966 et 1970
  - Finaliste en 1956, 1964, 1969

### Joueurs emblématiques
- Lajos Mocsai (1979–1981)
- József Éles (1989-1991)